# 南大門市場
南大門市場（韓語：남대문시장）是韓國首爾特別市的一個傳統市場，位於漢江以北，與東大門市場同為首爾兩大市場之一。
南大門市場鄰近首爾市四大門之一，又名南大門的崇禮門，因此得名。南大門市場今日仍保留傳統市場的面貌，店舖超過1萬間，售賣貨品包括食物、衣服、軍用品、玩具、紀念品及人蔘產品等，光顧的以遊客為多。部份店舖營業至深夜。
南大門市場附近的歷史建築物包括日治時期曾是三越百貨所在新世界百貨總店，韩国银行總行、商營的KB國民銀行總店等。南大門附近的明洞是首爾另一著名購物區。

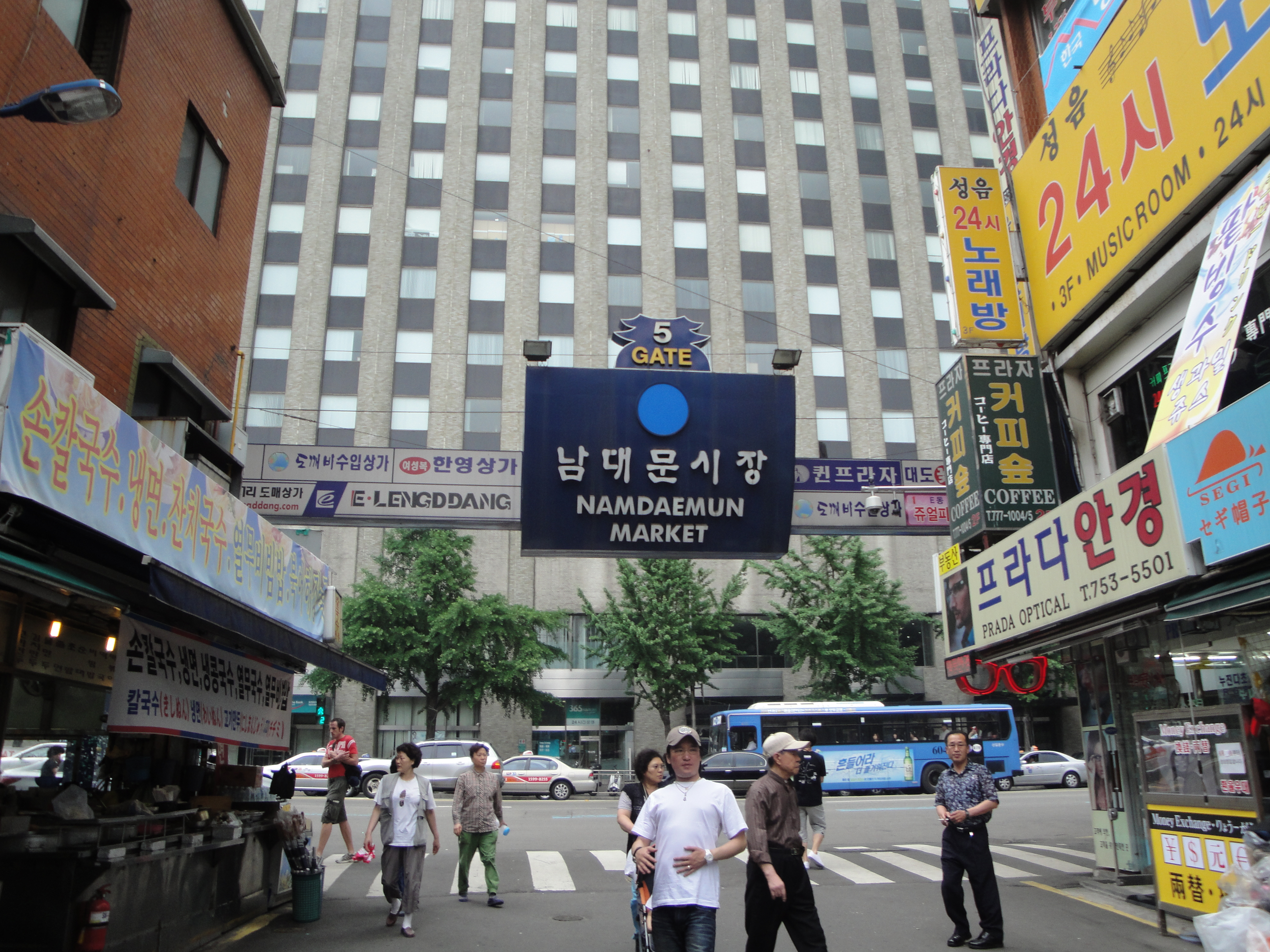
18opx

## 交通
- ●首都圈电铁4号线：會賢站

## 相關影片資料
- 南大門市場 （页面存档备份，存于）

## 外部連結
- e-NAMDAEMUN (韓語) （页面存档备份，存于）